# Danio erythromicron
Danio erythromicron (Annandale, 1918) è un pesce di acqua dolce appartenente alla famiglia Cyprinidae.

## Descrizione
Presenta un corpo compresso lateralmente e una colorazione bianca zebrata di azzurro. Le pinne sono giallastre, e sull'opercolo c'è una macchia rossa. Di solito non supera i 3 cm.

## Biologia

### Comportamento
Solitamente vive in piccoli banchi.

### Alimentazione
Si nutre di alghe e zooplancton.

### Riproduzione
È oviparo e la fecondazione è esterna; non ci sono cure verso le uova; può riprodursi in cattività.

## Distribuzione e habitat
È endemico del Lago Inle, in Myanmar, dove vive in zone poco profonde e ricche di vegetazione acquatica.

## Conservazione
L'areale ristretto di questa specie, associato al deterioramento del suo habitat e alla cattura non infrequente per l'acquariofilia hanno portato la lista rossa IUCN a classificare D. erythromicron come "in pericolo" nel 2011; al tempo di questa valutazione non era in atto alcuna misura per la sua protezione.
Questo pesce è inoltre minacciato dall'introduzione di specie competitrici e predatrici nel Lago Inle come ambassidi (Parambassis sp.) e tilapia.